# 더 커버넌트
《더 커버넌트》(영어: The Covenant)는 2023년 개봉한 미국의 액션 스릴러 영화이다. 가이 리치가 감독과 각본을 맡았다. 제이크 질런홀, 다르 살림 등이 주연으로 출연했다.
메트로 골드윈 메이어와 STX필름스에 의해 미국에서 2023년 4월 21일 극장 개봉했으며 대체로 좋은 평가를 받았다.

## 줄거리
2018년 아프가니스탄 전쟁 중, 미군 특수부대 소속 존 킨리 상사는 탈레반의 매복 공격으로 통역관을 잃고, 돈 때문에 일한다는 아프간인 아흐메드를 새 통역관으로 맞이한다. 킨리는 아흐메드가 과거 탈레반과 연관되었으나 조직이 아들을 살해한 후 탈퇴했다는 사실을 알게 된다. 아흐메드는 위험한 작전에서 킨리 부대를 구해 킨리의 신뢰를 얻는다.
또 다른 작전 중, 킨리 부대는 탈레반의 공격을 받고 킨리와 아흐메드만 살아남는다. 킨리가 부상당하자 아흐메드는 킨리를 구하기 위해 탈레반을 피해 산악 지형을 횡단하며 고군분투한다. 우여곡절 끝에 킨리는 미군 기지 근처에서 미군에 의해 구조되지만, 아흐메드는 미군에 체포된다.
미국으로 돌아온 킨리는 아흐메드 덕분에 살아남았다는 것을 알게 되고, 아흐메드와 그의 가족이 탈레반에게 쫓기고 있다는 소식을 듣는다. 킨리는 아흐메드 가족의 미국 비자를 얻으려 노력하지만 실패하자, 직접 아프가니스탄으로 돌아가 그들을 구하기로 결심한다. 그는 상사의 도움을 받아 비자를 확보하고, 용병의 도움을 받아 아흐메드에게 접근한다.
킨리는 아흐메드 가족을 만나 미국으로 데려가려 하지만, 탈레반에게 발각되어 쫓기는 신세가 된다. 킨리는 지원군의 도움을 받아 탈레반과 격렬한 전투를 벌이고, 결국 아흐메드 가족과 함께 아프가니스탄을 탈출하는 데 성공한다. 영화는 탈레반이 아프가니스탄을 재점령한 후 미국에 협력한 아프간 통역관들이 살해당하거나 은신하고 있다는 사실을 보여주며 마무리된다.

## 출연
- 제이크 질런홀 - 존 킨리 상사
- 다르 살림 - 아흐메드
- 숀 사가 - 찰리 "지지" 크로
- 제이슨 웡 - 조슈아 "제이제이" 정
- 리스 예이츠 - 톰 "톰캣" 핸콕
- 크리스천 오초아 - 에두아르도 "차우차우" 로페스
- 보비 쇼필드 - 스티브 커셔
- 에밀리 비첨 - 캐럴라인 킨리
- 조니 리 밀러 - 보크스 대령
- 알렉산더 루드위그 - 데클런 오브레이디 하사
- 레자 디아코 - 하디
- 제임스 넬슨조이스 - 잭 "잭잭" 잭슨
- 앤터니 스타 - 에디 파커
- 파리바 셰이칸 - 바시라

## 기타
- 수입 :  조이앤시네마
- 후반부에 한 장면에서 자막 표기 오류가 있다. 인물 대사를 번역하는 하얀 자막과 화면상의 영어를 번역하는 노란 자막이 겹쳐있다.